# Тимківський Іван Федорович
Тимківський Іван Федорович (кінець XVIII століття, Золотоноша — початок XIX століття) — український письменник і перекладач. Вихованець Києво-Могилянської академії.

## Біографія
Навчався у Києво-Могилянській академії.
Після закінчення академії емігрує на Московщину, де навчається у Московському університеті, який закінчив з трьома медалями. Служив у канцелярії Олександра Романовича Воронцова, а потім у Комісії зі складання законів Російської імперії.
Ще в студентські роки почав писати вірші і займатися літературними перекладами з прозових і поетичних творів, які були опубліковані в московському літературному журналі «Приятное и полезное препровождение времени».
З перекладів Тимківського відомі: «Мысли прекрасной вдовы о цветах», «Выписка из Арапского манускрипта», «Суд» (ПиППВ, 1797, ч. 14), «Приятный вечер при лунном сиянии», «Утро в Вилденфельде», «Маркел у Сиракуз, из Ливия», кн. 25, гл. 24 (ПиППВ, 1798, ч. 19). Під своїми працями підписувався «Ив. Тимковский» і криптонімами: «И-ь Т-й», «И-ь Тмквск».
Залишив по собі кілька перекладів з німецької й англійської мов, що вийшли окремими виданнями: «Полное собрание сочинений» С. Гесснера, ч. 1—4 (М., 1802—03), роман Ж. Лафонтена «Природа и любовь» (М., 1799, 1-ше вид.) й ін.
Помер у віці 29 років.